# ایستار جت
ایستار جت (به انگلیسی: Eastar Jet) یک شرکت هواپیمایی با کد یاتا ZE است که در تاریخ ۲۰۰۷ میلادی تأسیس شده‌است.
دفتر مرکزی ایستار جت در سئول، کره جنوبی واقع شده‌است و به ۱۴ مقصد، پرواز مستقیم انجام می‌دهد.

## مقصدهای پروازی

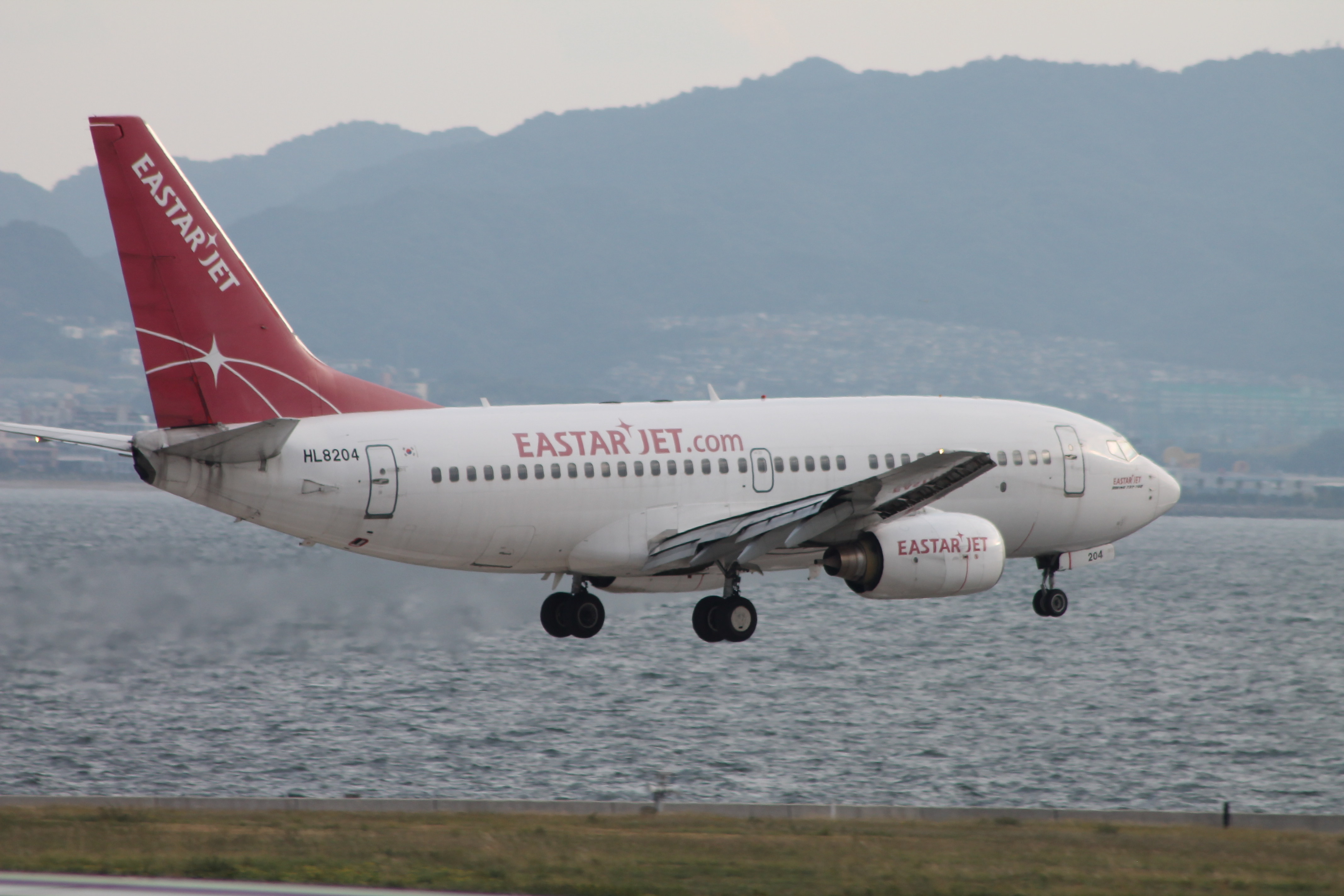
یک فروند بوئینگ ۷۳۷ نسل بعدی ایستار جت در حال فرود بر فرودگاه بین‌المللی کانزای، اوساکا، ژاپن (۲۰۱۲)

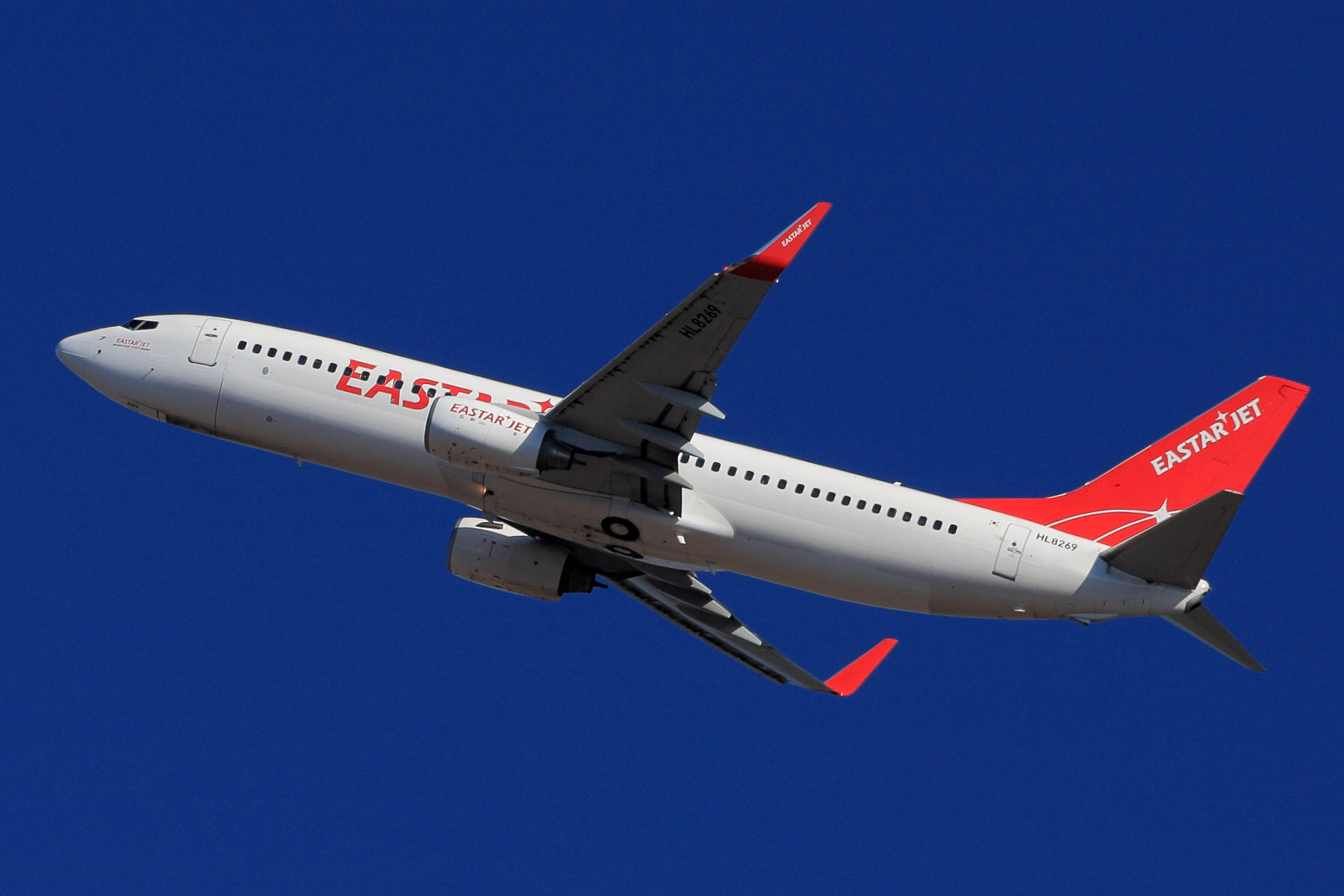
یک فروند بوئینگ ۷۳۷ نسل بعدی ایستار جت در حال ترک فرودگاه بین‌المللی ناریتا، توکیو، ژاپن. (۲۰۱۲)

مقصدهای پروازی ایستار جت به شرح زیر است (مه ۲۰۱۴):
| [قطب]       | قطب       |
| [شهر مرکزی] | شهر مرکزی |